# Ángel de la Cruz Blanco
Ángel de la Cruz Blanco (La Corunya, 12 de juny de 1963) és un director de cinema gallec, guanyador d'uns quants premis Goya i Mestre Mateo.

## Biografia
Durant la dècada del 1980 va compaginar els estudis d'arquitectura amb el treball a una empresa d'enginyeria tècnica. A finals de la dècada començà a treballar com a dibuixant de la productora audiovisual gallega Luz Directa, i comença a treballar al cinema com a ajudant de decoració de Félix Murcia a Tirano Banderas, i el 1994 a la britànica Crucifixion Island, de John Gugolka.
El 1995 va fer de guionista de la trilogia de curtmetratges Sitcom Show, Paranoia Digital i Máis difícil aínda, produïdes per l'Escola de Imaxe e Son da Coruña. El 28 d'octubre de 1994 va fundar la productora Artemática que va fer produccions per televisió: Afonía, Isolina do Caurel, (de Chema Gagino, 1996), Postales de la India (Juanjo Díaz Polo, 1999) i els programes de Televisió de Galícia ¿Imos aló? (Voz Audiovisual) i Camaleo, aprende a consumir (Continental Producciones).
El 1997-1998 fou gerenta de l'Asociación Galega de Produtoras Independentes (1997-98) i va col·laborar per empreses com Cinematógrafo Films, Perro Verde Films, Elemental Films, Dygra Films, IJV Producciones, Adivina Producciones, Centroña Producións Audiovisuais, Filmanova, Filmax, Producciones La Iguana, Vamos a Ver Televisión, Luz Directa, Continental Producciones i Voz Audiovisual, entre d'altres. El seu primer llargmetratge fou la pel·lícula d'animació El bosque animado, sentirás su magia (2001), adaptació de l'obra homònima de Wenceslao Fernández Flórez, al que va seguir la producció hispano-lusa d'animació El somni d'una nit de Sant Joan inspirat en l'obra homònima de William Shakespeare, ambdues guanyadores de premis Goya. El 2000 va produir el curtmetratge Sandra d'Héctor Diéguez González, da que tamén é guionista. El 2008 va produir, escriure i dirigir el seu primer llargmetratge de ficció Los muertos van deprisa, i va produir el llargmetratge d'animació Arrugues d'Ignacio Ferreras (2011), basada en el còmic de Paco Roca amb el que va aconseguir el Goya al millor guió adaptat i el Goya a la millor pel·lícula d'animació.
El 2013 va produir el documental Querida Gina de Susana Sotelo i la pel·lícula per TVG Todos os Santos de Chema Gagino, amb guió de José Antonio Pastor. També ha treballat en documentals per a TVG i va dirigir vàries cerimònies dels premis Mestre Mateo i abans dels Premis AGAPI), on es premiaren alguns treballs seus.
Com a escriptor ha publicat El cuento del aval (Editorial Ir indo, 2000) i les novel·les Compostellanum (Editorial Mandaio, 2004) i O descenso do derradeiro ocaso, guanyadora del IV Premi de novel·la per entregues de La Voz de Galicia (Sotelo Blanco Edicións, 2005).
De 2009 a 2011, ha estat professor expert de direcció cinematogràfica, producció i programació de televisió da la Facultat de Comunicació i Humanitats de la Universitat Europea de Madrid. De 2010 a 2012 ha donat classes al màster de creació i generació d'idees de la Facultat de Ciències Socials i Comunicació de la Universitat de Vigo. També és membre de l'Academia Galega do Audiovisual, l'Asociación de Directores e Realizadores de Galicia, l'Asociación Galega de Guionistas, i l'Asociación de Escritoras e Escritores en Lingua Galega, i soci de la SGAE i EGEDA.

## Filmografia
- Afonía (1996) de Chema Gagino com a productor.
- Sitcom show (1996) com a director i guionista.
- Paranoia digital (1996) com a director i guionista.
- Isolina do Caurel (1997) de Chema Gagino com a director artístic.
- El cambio (1997) d'Ignacio Villar com a director artístic.
- Todavía más difícil (1998) com a director i guionista.
- Sandra (2000) com a director i guionista.
- El bosque animado, sentirás su magia (2001) com a director, guionista i productor.
- El sueño de una noche de San Juan (2005) com a director, guionista i productor.
- Los muertos van deprisa (2008) com a director, guionista i productor.
- Arrugues (2011) com a guionista.
- Querida Gina (2016) de Susana Sotelo com a Productor.

## Narrativa
- El cuento del aval (VV.AA. Editorial Ir indo, 2000).
- Compostellanum (Editorial Mandaio, 2004).
- O descenso do derradeiro ocaso (Sotelo Blanco, 2005).

## Premis
Premis Mestre Mateo
| Any  | Categoria       | Film                    | Resultat  |
| ---- | --------------- | ----------------------- | --------- |
| 2008 | Millor director | Los muertos van deprisa | Nominat   |
| 2008 | Mellor guión    | Los muertos van deprisa | Nominat   |
| 2011 | Millor guió     | Arrugues                | Guanyador |

Premis Goya
| Any  | Categoria                    | Film                                 | Resultat  |
| ---- | ---------------------------- | ------------------------------------ | --------- |
| 2001 | Millor pel·lícula d'animació | El bosque animado, sentirás su magia | Guanyador |
| 2005 | Millor pel·lícula d'animació | El somni d'una nit de Sant Joan      | Guanyador |
| 2011 | Millor guió adaptat          | Arrugues                             | Guanyador |

## Enllaços exteros
- Fitxa al Consell de Cultura gallec
- Ángel de la Cruz a galegos.info